# Rie Yoshida
Rie Yoshida (15 de mayo de 2000) es una deportista japonesa que compite en natación sincronizada. Ganó dos medallas de plata en el Campeonato Mundial de Natación de 2022, en las pruebas equipo técnico y combinación libre.

## Palmarés internacional
| Campeonato Mundial | Campeonato Mundial | Campeonato Mundial | Campeonato Mundial |
| Año                | Lugar              | Medalla            | Prueba             |
| ------------------ | ------------------ | ------------------ | ------------------ |
| 2022               | Budapest (Hungría) | Medalla de plata   | Equipo técnico     |
| 2022               | Budapest (Hungría) | Medalla de plata   | Combinación libre  |